# Łarisa Kanajewa
Łarisa Aleksandrowna Kanajewa (ros. Лариса Александровна Канаева; ur. 5 marca 1987) – rosyjska zapaśniczka walcząca w stylu wolnym. Zajęła ósme miejsce na mistrzostwach świata w 2007. Brązowa medalistka mistrzostw Europy w 2008. Piąta w Pucharze Świata w 2006 i 2007. Mistrzyni świata juniorów w 2006 i Europy w 2007 roku.
Mistrzyni Rosji w 2007, druga w 2005, a trzecia w 2008 roku.